# Kopbal

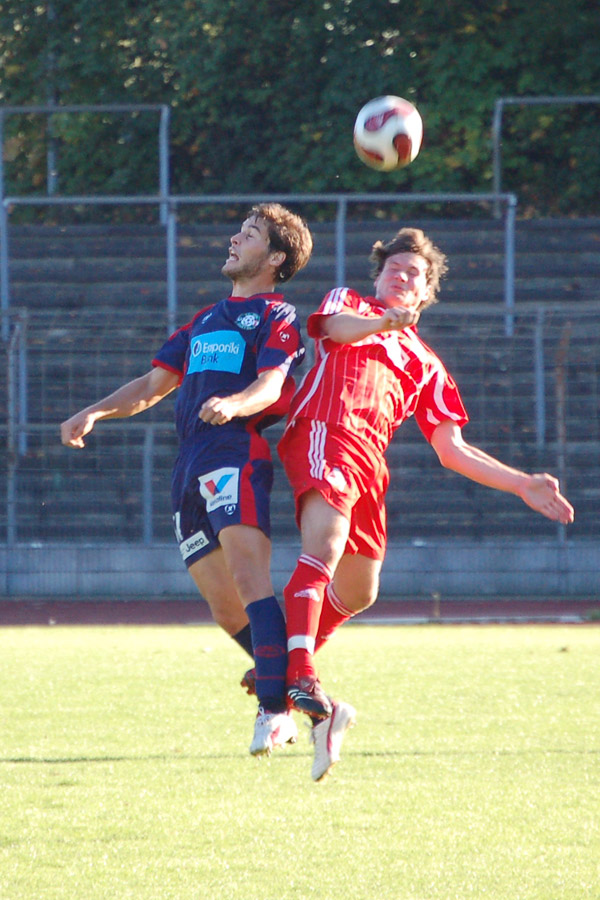
Twee spelers strijden om een kopbal.

Een kopbal of koppen is binnen het voetbalspel een van de toegestane manieren om de bal te spelen. De voetballer vangt de gespeelde bal met zijn hoofd op, en stoot de bal in de gewenste richting. De kopbal wordt gebruikt om een bal die hoog op de speler af komt te spelen. Met kopballen worden regelmatig ook doelpunten gemaakt, dit gebeurt dan meestal uit een voorzet vanaf de flanken of via een hoekschop of vrije trap.

## Kopbalspecialisten

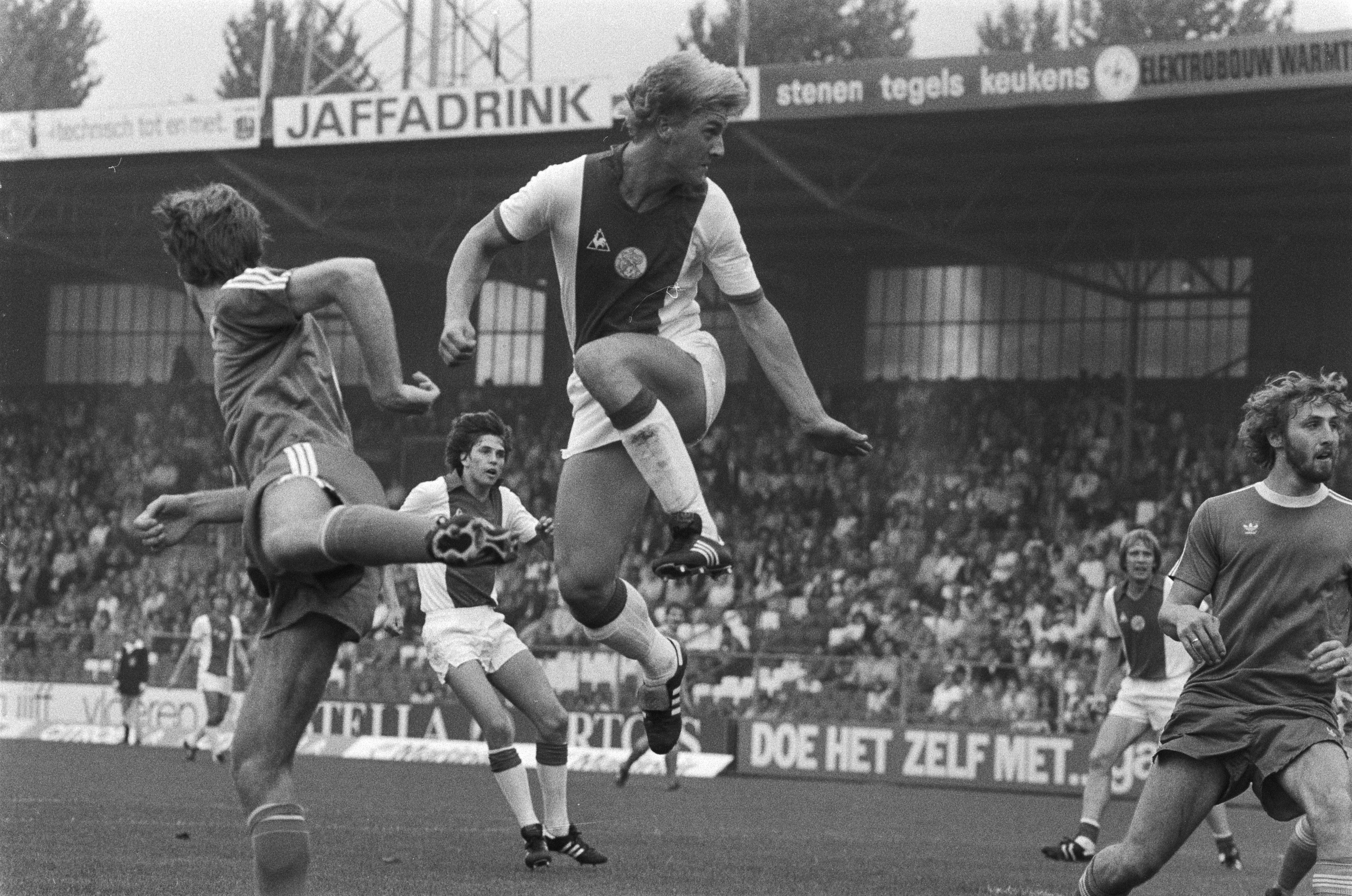
Kopspecialist Wim Kieft kopt richting doel.

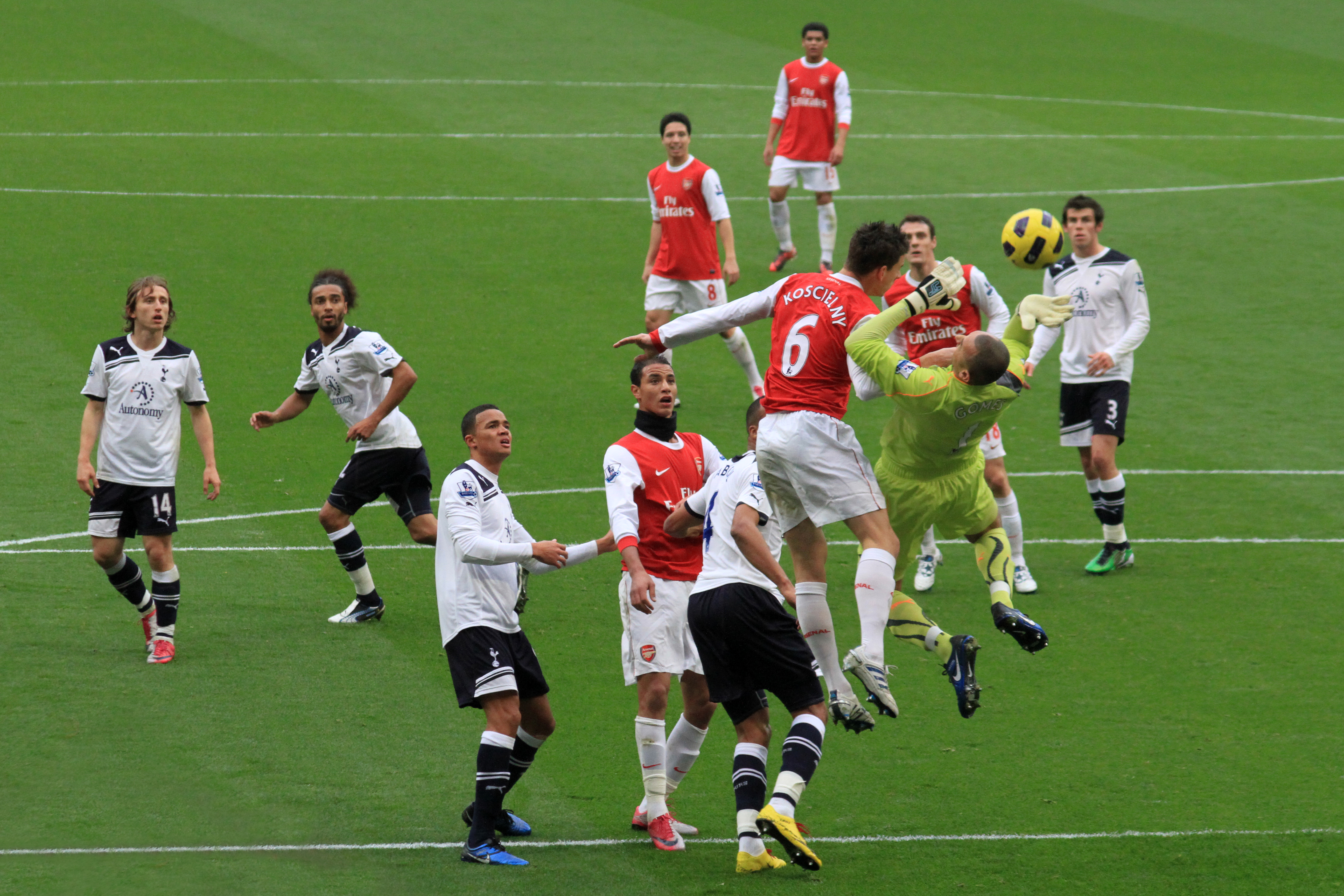
Laurent Koscielny in een luchtduel met doelman Gomes.

Sommige voetballers zijn specialisten in het koppen. Vaak zijn het spelers met een grote gestalte, hoewel ook veerkracht erg belangrijk is. Sándor Kocsis (geboren 1929, overleden door zelfmoord in 1979) werd Het Gouden Hoofd genoemd, en heeft de reputatie de beste kopbalspeler te zijn geweest. In Nederland golden Ruud Geels, John Bosman en Wim Kieft als kopspecialisten. De laatste maakte tijdens het EK 1988 een beslissend kopbaldoelpunt in de groepswedstrijd van het Nederlands elftal tegen Ierland.
Een zeer beroemde kopbal maakte Beb Bakhuijs in 1934 in de met 9-3 gewonnen wedstrijd tegen België; hij scoorde voorover vallend met het hoofd, ook wel een snoekduik genoemd. Een dergelijk doelpunt wordt in Nederland nog steeds vaak een goal à la Bakhuys genoemd.
De Duitser Horst Hrubesch staat eveneens bekend als een specialist. Hij scoorde in 1980 tijdens de EK-finale tegen België het beslissende doelpunt met het hoofd. Zijn bijnaam luidt dan ook Das Kopfball-Ungeheuer (het kopbalmonster).

### Lijst van kopbalspecialisten
- Luuk de Jong
- Klaas-Jan Huntelaar
- Ruud Geels
- John Bosman
- Wim Kieft
- Cees van Kooten
- Beb Bakhuijs
- Bas Dost
- Pierre van Hooijdonk
- Sergio Ramos
- Olivier Giroud
- Cristiano Ronaldo
- Marouane Fellaini
- Christian Benteke
- Jelle Van Damme
- Horst Hrubesch
- Miroslav Klose
- Oliver Bierhoff
- Andy Carroll
- Sándor Kocsis
- Roland Juhasz
- Edin Džeko
- Mario Mandžukić
- André Ayew
- Matthew Amoah
- Radamel Falcao
- Marouane Chamakh
- Didier Drogba

## Hersenschade
Bij een profvoetbalwedstrijd kan de voetbal bij het koppen een snelheid van 80 tot 100 kilometer per uur hebben.
Twee op de elf profspelers lopen tijdens een voetbalseizoen door het koppen een hersenschudding op. Het vele koppen heeft na verloop van tijd geheugenstoornissen, planningsproblemen en een verminderde denkprestatie tot gevolg. Dit is aantoonbaar bij spelers die meer dan duizend kopballen uitvoeren per seizoen.
Eerder onderzoek leek erop te wijzen dat koppen niet tot hersenschade leidt. D.T. Kirkendall (Universiteit van North Carolina) concludeert uit literatuuronderzoek dat studies weliswaar neurologische problematiek aantonen, maar dat daarbij onvoldoende rekening is gehouden met alcohol- en drugsproblemen, leerstoornissen en eerdere verwondingen aan of klappen tegen het hoofd. Ook wordt wel gedacht dat hersenschade bij voetballers door andere botsingen op het veld komt dan direct door het koppen.